# Amit Suss
Amit Suss (in ebraico עמית זיס‎?; Ramat Gan, 30 settembre 1999) è un cestista israeliano.

## Carriera

### Club
Cresciuto nei settori giovanili del Ramat HaSharon e del Maccabi Tel Aviv, ha esordito tra i professionisti nella stagione 2017-2018 con il Maccabi Kiryat Gat.
Nel 2018 ha militato brevemente nell'Hapoel Haifa, prima di passare all'Hapoel Be'er Sheva, con cui ha disputato quattro stagioni dal 2018 al 2022, collezionando oltre 100 presenze nella massima serie israeliana.
Nel 2022 si è trasferito all'Hapoel Gilboa Galil Elyon, squadra con cui continua a militare in Ligat ha'Al.

### Nazionale
A livello internazionale ha rappresentato Israele nelle selezioni giovanili, prendendo parte all'Europeo Under-16 del 2015 e vincendo la medaglia d'oro agli Europei Under-20 del 2019.